# Lijst van voetbalinterlands Verenigde Staten - Zwitserland
Deze lijst van voetbalinterlands is een overzicht van alle officiële voetbalwedstrijden tussen de nationale teams van de Verenigde Staten en Zwitserland. De landen speelden tot op heden tien keer tegen elkaar. Het eerste duel, een vriendschappelijke wedstrijd, werd gespeeld in Luzern op 6 september 1978. De laatste ontmoeting, eveneens een vriendschappelijke wedstrijd, vond plaats op 10 juni 2025 in Nashville.

## Wedstrijden
| №  | Plaats       | Datum            | Competitie        | Wedstrijd                      | Uitslag |
| -- | ------------ | ---------------- | ----------------- | ------------------------------ | ------- |
| 1  | Luzern       | 6 september 1978 | Vriendschappelijk | Zwitserland – Verenigde Staten | 2 – 0   |
| 2  | Tampa        | 8 februari 1985  | Vriendschappelijk | Verenigde Staten – Zwitserland | 1 – 1   |
| 3  | Sankt Gallen | 2 juni 1990      | Vriendschappelijk | Zwitserland – Verenigde Staten | 2 – 1   |
| 4  | Miami        | 1 februari 1991  | Vriendschappelijk | Verenigde Staten – Zwitserland | 0 – 1   |
| 5  | Fullerton    | 22 januari 1994  | Vriendschappelijk | Verenigde Staten – Zwitserland | 1 – 1   |
| 6  | Pontiac      | 18 juni 1994     | WK 1994           | Verenigde Staten – Zwitserland | 1 – 1   |
| 7  | Basel        | 17 oktober 2007  | Vriendschappelijk | Zwitserland – Verenigde Staten | 0 – 1   |
| 8  | Zürich       | 31 maart 2015    | Vriendschappelijk | Zwitserland – Verenigde Staten | 1 – 1   |
| 9  | Sankt Gallen | 30 mei 2021      | Vriendschappelijk | Zwitserland − Verenigde Staten | 2 − 1   |
| 10 | Nashville    | 10 juni 2025     | Vriendschappelijk | Verenigde Staten − Zwitserland | 0 – 4   |

## Samenvatting
| Competitie        | Totaal gespeeld | Winst Verenigde Staten | Gelijk | Winst Zwitserland | Doelsaldo Verenigde Staten – Zwitserland |
| ----------------- | --------------- | ---------------------- | ------ | ----------------- | ---------------------------------------- |
| WK-eindronde      | 1               | 0                      | 1      | 0                 | 1 − 1                                    |
| Vriendschappelijk | 9               | 1                      | 3      | 5                 | 6 − 14                                   |
| Totaal            | 10              | 1                      | 4      | 5                 | 7 − 15                                   |

## Details

### Eerste ontmoeting
| Vriendschappelijk (Luzern, Zwitserland, 6 september 1978): |              | |
| Zwitserland | 2 – 0        | Verenigde Staten |
| Rudolf Elsener 13' Marc Schnyder 80' | goals        | |
| Roger Vonlanthen | bondscoach   | Walter Chyzowych |
| Erich Burgener 46' Pierre-Albert Chapuisat Köbi Brechbühl Yves Montadon Lucio Bizzini 72' Roger Wehrli Raimundo Ponte Marc Schnyder René Botteron 46' Rudolf Elsener Claudio Sulser | opstellingen | Arnold Mausser Jim Pollihan Steve Pecher Glenn Myernick Cloin Fowles Al Trost Rick Davis Boris Bandov 46' Gary Etherington 71' Greg Villa 63' Mark Liveric |
| Karl Engel 46' Heinz Hermann 46' Pius Fischbach 72' | wissels      | 46' Louis Nanchoff 63' George Nanchoff 71' Dale Russell |
| - Debuut van doelman Karl Engel en middenvelder Heinz Hermann voor Zwitserland. |              | |

### Tweede ontmoeting
| Vriendschappelijk (Tampa, Verenigde Staten, 8 februari 1985): |              | |
| Verenigde Staten | 1 – 1        | Zwitserland |
| Perry van der Beck 53' | goals        | 11' Heinz Hermann |
| Alkis Panagoulias | bondscoach   | Paul Wolfisberg |
| Winston DuBose 46' Perry van der Beck Gregg Thompson Paul Caligiuri Mike Windischmann Amr Aly Ed Radwanski Angelo di Bernardo Jacques Ladouceur 85' Jeff Hooker 74' Steve Sharp 46' | opstellingen | Karl Engel Roger Wehrli Charly In-Albon Marco Schällibaum 77' Alain Geiger Heinz Hermann 82' Georges Bregy 69' Michel Decastel Jean-Paul Brigger Manfred Braschler Beat Rietmann |
| Arnold Mausser 46' John Kerr 46' Andy Papoulias 74' Paul di Bernardo 85' | wissels      | 69' Philippe Perret 77' Marcel Koller 82' Beat Sutter |
| | gele kaarten | 18' Roger Wehrli |

### Derde ontmoeting
| Vriendschappelijk (Sankt Gallen, Zwitserland, 2 juni 1990): |              | |
| Zwitserland | 2 – 1        | Verenigde Staten |
| Peter Schepull 71' Adrian Knup 79' | goals        | 22' Bruce Murray |
| Uli Stielike | bondscoach   | Bob Gansler |
| Philipp Walker Marc Hottiger Herbert Baumann 46' Dominique Herr Alain Geiger Patrick Sylvestre 46' Blaise Piffaretti 46' Heinz Hermann Kubilay Türkyilmaz 67' Philippe Hertig Adrian Knup | opstellingen | Tony Meola 67' Steve Trittschuh Mike Windischmann Desmond Armstrong John Stollmeyer Paul Caligiuri John Harkes 67' Tab Ramos 59' Eric Wynalda Peter Vermes Bruce Murray |
| Urs Fischer 46' Stéphane Chapuisat 46' Peter Schepull 67' Reto Gertschen 46' | wissels      | 59' Marcelo Balboa 67' John Doyle 67' Chris Henderson |
| | gele kaarten | |
| - Debuut van Reto Gertschen (Lausanne Sports) voor Zwitserland. |              | |

### Vierde ontmoeting
| Vriendschappelijk (Miami, Verenigde Staten, 1 februari 1991): |       |                 |
| Verenigde Staten                                              | 0 – 1 | Zwitserland     |
|                                                               | goals | 89' Adrian Knup |
| - Debuut van Stefan Huber (Lausanne Sports) voor Zwitserland. |       |                 |

### Vijfde ontmoeting
| Vriendschappelijk (Fullerton, Verenigde Staten, 22 januari 1994): |              | |
| Verenigde Staten | 1 – 1        | Zwitserland |
| Andy Egli 88' (e.d.) | goals        | 64' Sébastien Fournier |
| Bora Milutinović | bondscoach   | Roy Hodgson |
| Brad Friedel Paul Caligiuri Desmond Armstrong Mike Lapper 46' Alexi Lalas Janusz Michallik 55' Mike Sorber 46' Thomas Dooley Cobi Jones Hugo Perez 46' Joe-Max Moore 77' | opstellingen | Stephan Lehmann 84' Martín Rueda Andy Egli Jürg Studer Yvan Quentin 67' Patrick Sylvestre Thomas Bickel Thomas Wyss 72' Sébastien Fournier 46' Marco Grassi Alain Sutter |
| Marcelo Balboa 46' Mike Burns 46' Claudio Reyna 46' Dario Brose 55' Peter Vermes 77'                                                                                     | wissels      | 46' Néstor Subiat 67' Marc Hottiger 72' Christophe Bonvin 84' Alain Geiger                                                                                               |
| | gele kaarten | 43' Yvan Quentin |
| - Debuut van Sébastien Fournier (FC Sion) en Néstor Subiat (FC Lugano) voor Zwitserland.                                                                                 |              | |

### Zesde ontmoeting
| WK 1994 (Pontiac, Verenigde Staten, 18 juni 1994): |              | |
| Verenigde Staten | 1 – 1        | Zwitserland |
| Eric Wynalda 45' | goals        | 39' Georges Bregy |
| Bora Milutinović | bondscoach   | Roy Hodgson |
| Tony Meola Cle Kooiman Marcelo Balboa Paul Caligiuri Alexi Lalas Tab Ramos Thomas Dooley John Harkes Earnest Stewart 81' Eric Wynalda 58' Mike Sorber | opstellingen | Marco Pascolo Marc Hottiger Yvan Quentin Dominique Herr Alain Geiger Georges Bregy Alain Sutter Christophe Ohrel 77' Ciriaco Sforza Stéphane Chapuisat 72' Thomas Bickel |
| Roy Wegerle 57' Cobi Jones 80' | wissels      | 72' Néstor Subiat 77' Thomas Wyss |
| John Harkes 89' | gele kaarten | 26' Dominique Herr 82' Néstor Subiat |

### Zevende ontmoeting
| Vriendschappelijk (Bazel, Zwitserland, 17 oktober 2007): |              | |
| Zwitserland | 0 – 1        | Verenigde Staten |
| | goals        | 86' Michael Bradley |
| Köbi Kuhn | bondscoach   | Bob Bradley |
| Pascal Zuberbühler Stephan Lichtsteiner Johan Djourou 17' Stéphane Grichting Ludovic Magnin Fabio Celestini 46' Gökhan Inler David Degen Xavier Margairaz 46' Tranquillo Barnetta 75' Marco Streller 46' | opstellingen | 46' Marcus Hahnemann 46' Oguchi Onyewu Carlos Bocanegra Steven Cherundolo 84' Eddie Lewis 31' DaMarcus Beasley Maurice Edu Benny Feilhaber Michael Bradley 90' Clint Dempsey 77' Taylor Twellman |
| Steve von Bergen 17' Hakan Yakin 46' Blaise Nkufo 46' Gelson Fernandes 46' Christoph Spycher 75' | wissels      | 31' Heath Pearce 46' Brad Guzan 46' Danny Califf 77' Freddy Adu 84' Danny Szetela 90' Robbie Findley                                                                                             |
| Marco Streller 45' | gele kaarten | 45' Oguchi Onyewu 53' Maurice Edu |

### Achtste ontmoeting
| Vriendschappelijk (Zürich, Zwitserland, 31 maart 2015): |              | |
| Zwitserland | 1 – 1        | Verenigde Staten |
| Valentin Stocker 80' | goals        | 45' Brek Shea |
| Vladimir Petković | bondscoach   | Jürgen Klinsmann |
| Roman Bürki Steve von Bergen Fabian Schär François Moubandje Stephan Lichtsteiner 46' Xherdan Shaqiri Gökhan Inler 46' Fabian Frei 46' Gelson Fernandes 72' Admir Mehmedi 46' Josip Drmić 56'            | opstellingen | 46' Nick Rimando Daniel Williams 46' Michael Orozco Fiscal 88' Alfredo Morales Timothy Chandler John Anthony Brooks 76' Alejandro Bedoya Brek Shea Michael Bradley 88' Gyasi Zardes Jozy Altidore |
| Silvan Widmer 46' Pajtim Kasami 46' Valentin Stocker 46' Granit Xhaka 46' Breel Embolo 56' Haris Seferović 72' Yann Sommer Marwin Hitz Ricardo Rodríguez Johan Djourou Fabian Lustenberger Valon Behrami | wissels      | 46' William Yarbrough 46' Ventura Alvarado 76' DeAndre Yedlin 88' Tim Ream 88' Jordan Morris Greg Garza Miguel Ibarra Rubio Rubin Julian Green                                                    |
| | gele kaarten | |
| | rode kaarten | 68' Jozy Altidore |
| - Debuut van Breel Embolo (FC Basel) voor Zwitserland. |              | |

USSF · A-internationals · Selecties · Bondscoaches · Amerikaans vrouwenelftal · Olympisch elftal · USA -21 · USA -20 · USA -19 · USA -18 · USA -17
1885 – 1919 · 
1920 – 1929 · 
1930 – 1939 · 
1940 – 1949 · 
1950 – 1959 · 
1960 – 1969 · 
1970 – 1979 · 
1980 – 1989 · 
1990 – 1999 · 
2000 – 2009 · 
2010 – 2019 ·
2020 − 2029
CA 1993 · 
CA 1995 · 
CA 2007 · 
CA 2016
CC 1992 · 
CC 1999 · 
CC 2003 · 
CC 2009
WK 1930 · 
WK 1934 · 
WK 1950 · 
WK 1990 · 
WK 1994 · 
WK 1998 · 
WK 2002 · 
WK 2006 · 
WK 2010 · 
WK 2014
OS 1904 · 
OS 1924 · 
OS 1928 · 
OS 1936 · 
OS 1948 · 
OS 1952 · 
OS 1956 · 
OS 1972 · 
OS 1984 · 
OS 1988 · 
OS 1992 · 
OS 1996 · 
OS 2000 · 
OS 2008
Algerije ·
Antigua en Barbuda ·
Argentinië ·
Armenië ·
Australië ·
Azerbeidzjan ·
Barbados ·
België ·
Belize ·
Bermuda ·
Bolivia ·
Bosnië en Herzegovina ·
Brazilië ·
Canada ·
Chili ·
China ·
Colombia ·
Costa Rica ·
Cuba ·
Curaçao ·
Denemarken ·
DDR ·
Duitsland ·
Ecuador ·
Egypte ·
El Salvador ·
Engeland ·
Estland ·
Finland ·
Frankrijk ·
Ghana ·
GOS ·
Grenada ·
Griekenland ·
Guatemala ·
Guyana ·
Haïti ·
Honduras ·
Hongarije ·
Ierland ·
IJsland ·
Iran ·
Israël ·
Italië ·
Ivoorkust ·
Jamaica ·
Japan ·
Joegoslavië ·
Kaaimaneilanden ·
Kameroen ·
Koeweit ·
Letland ·
Liechtenstein ·
Luxemburg ·
Malta ·
Marokko ·
Martinique ·
Mexico ·
Moldavië ·
Nederland ·
Nederlandse Antillen ·
Nicaragua ·
Nieuw-Zeeland ·
Nigeria ·
Noord-Ierland ·
Noord-Korea ·
Noord-Macedonië ·
Noorwegen ·
Oekraïne ·
Oezbekistan ·
Oman ·
Oostenrijk ·
Panama ·
Paraguay ·
Peru ·
Polen ·
Portugal ·
Puerto Rico ·
Qatar ·
Roemenië ·
Rusland ·
Saint Kitts en Nevis ·
Saint Vincent en de Grenadines ·
Saoedi-Arabië ·
Schotland ·
Servië ·
Slovenië ·
Slowakije ·
Sovjet-Unie ·
Spanje ·
Thailand ·
Trinidad en Tobago ·
Tsjechië ·
Tsjecho-Slowakije ·
Tunesië ·
Turkije ·
Uruguay ·
Venezuela ·
Wales ·
Zuid-Afrika ·
Zuid-Korea ·
Zweden ·
Zwitserland
Algerije (2010) ·
België (2014) ·
Brazilië (2009, 2) ·
Duitsland (2014) ·
Engeland (2010) ·
Ghana (2006) · 
Ghana (2014) · 
Italië (2006) · 
Nederland (2022) ·
Portugal (2014) ·
Slovenië (2010) ·
Tsjechië (2006)
SFV · A-internationals · Selecties · Bondscoaches · Zwitsers vrouwenelftal · Olympisch elftal · Zwitserland U21 · Zwitserland U19 · Zwitserland U18 · Zwitserland U17 · Zwitserland U16 · Vrouwen U17
1905 – 1919 · 
1920 – 1929 · 
1930 – 1939 · 
1940 – 1949 · 
1950 – 1959 · 
1960 – 1969 · 
1970 – 1979 · 
1980 – 1989 · 
1990 – 1999 · 
2000 – 2009 · 
2010 – 2019 · 
2020 – 2029
EK's: 1996 · 
2004 · 
2008 · 
2016 · 
2020 · 
2024
WK's: 1934 · 
1938 · 
1950 · 
1954 · 
1962 · 
1966 · 
1994 · 
2006 · 
2010 · 
2014 · 
2018 · 
2022
OS: 1924 · 
1928 · 
2012
1905 · 
1906 · 1907 · 
1908 · 
1909 · 
1910 · 
1911 · 
1912 · 
1913 · 
1914 · 
1915 · 
1916 · 
1917 · 
1918 · 
1919 · 
1920 · 
1921 · 
1922 · 
1923 · 
1924 · 
1925 · 
1926 · 
1927 · 
1928 · 
1929 · 
1930 · 
1931 · 
1932 · 
1933 · 
1934 · 
1935 · 
1936 · 
1937 · 
1938 · 
1939 · 
1940 · 
1941 · 
1942 · 
1943 · 
1944 · 
1945 · 
1946 · 
1947 · 
1948 · 
1949 · 
1950 · 
1952 ·
1952 · 
1953 · 
1954 · 
1955 · 
1956 · 
1957 · 
1958 · 
1959 · 
1960 · 
1961 · 
1962 · 
1963 · 
1964 · 
1965 · 
1966 · 
1967 · 
1968 · 
1969 · 
1970 · 
1971 · 
1972 · 
1973 · 
1974 · 
1975 · 
1976 · 
1977 ·
1978 · 
1979 · 
1980 · 
1981 · 
1982 · 
1983 · 
1984 · 
1985 · 
1986 · 
1987 · 
1988 · 
1989 · 
1990 ·
1991 · 
1992 · 
1993 · 
1994 ·
1995 · 
1996 · 
1997 · 
1998 · 
1999 · 
2000 · 
2001 · 
2002 · 
2003 · 
2004 · 
2005 · 
2006 · 
2007 · 
2008 · 
2009 · 
2010 · 
2011 · 
2012 · 
2013 ·
2014 ·
2015 ·
2016 ·
2017 ·
2018 ·
2019 ·
2020 ·
2021 ·
2022
Albanië ·
Algerije · 
Andorra · 
Argentinië ·
Australië ·
Azerbeidzjan ·
België ·
Bolivia ·
Bosnië en Herzegovina ·
Brazilië ·
Bulgarije ·
Canada ·
Chili ·
China ·
Colombia ·
Costa Rica ·
Cyprus ·
Denemarken ·
DDR ·
Duitsland ·
Ecuador ·
Egypte ·
Engeland · 
Estland ·
Faeröer ·
Finland ·
Frankrijk ·
Georgië ·
Ghana ·
Gibraltar ·
Griekenland ·
Honduras ·
Hongarije ·
Hongkong ·
Ierland ·
IJsland ·
Israël ·
Italië ·
Ivoorkust ·
Jamaica ·
Japan ·
Joegoslavië ·
Kameroen ·
Kenia ·
Kosovo ·
Kroatië ·
Letland ·
Liechtenstein ·
Litouwen ·
Luxemburg ·
Malta ·
Marokko ·
Mexico ·
Moldavië ·
Montenegro ·
Nederland ·
Nigeria ·
Noord-Ierland ·
Noorwegen ·
Oekraïne ·
Oman ·
Oostenrijk ·
Panama ·
Peru ·
Polen ·
Portugal ·
Qatar ·
Roemenië ·
Rusland ·
Saarland ·
San Marino ·
Schotland ·
Servië ·
Slovenië ·
Slowakije ·
Sovjet-Unie · 
Spanje ·
Togo ·
Tsjechië ·
Tsjecho-Slowakije ·
Tunesië ·
Turkije ·
Uruguay ·
Venezuela ·
VA Emiraten ·
Verenigde Staten ·
Wales ·
Wit-Rusland ·
Zimbabwe ·
Zuid-Korea ·
Zweden
Albanië (2016) ·
Argentinië (2014) ·
Brazilië (2018) ·
Chili (2010) ·
Costa Rica (2018) ·
Ecuador (2014) ·
Frankrijk (2006) ·
Frankrijk (2014) ·
Frankrijk (2016) ·
Frankrijk (2021) ·
Honduras (2010) · 
Honduras (2014) · 
Italië (2021) · 
Oekraïne (2006) ·
Portugal (2008)  · 
Portugal (2022) · 
Roemenië (2016) · 
Servië (2018) ·
Spanje (2010) ·
Spanje (2021) ·
Togo (2006) ·
Tsjechië (2008) ·
Turkije (2008) ·
Turkije (2021) ·
Wales (2021) ·
Zuid-Korea (2006) ·
Zweden (2018)